# أيباك
لجنة الشؤون العامة الأمريكية الإسرائيلية (تسمى اختصارًا أيباك) هي مجموعة ضغط تدافع عن السياسات المؤيدة لإسرائيل لدى السلطتين التشريعية والتنفيذية للولايات المتحدة. وهي إحدى منظمات الضغط العديدة المؤيدة لإسرائيل في الولايات المتحدة، تقول أيباك أن لديها أكثر من 5 مليون عضو و17 مكتبًا إقليميًا ومجموعة كبيرة من المانحين. بالإضافة إلى ذلك، المنظمة معروفة على نطاق واسع بأنها إحدى مجموعات الضغط الأكثر تأثيرًا في الولايات المتحدة.
حتى عام 2021، لم تقم أيباك بجمع الأموال للمرشحين السياسيين بشكل مباشر؛ بل قام أعضاؤها بجمع الأموال للمرشحين من خلال لجان العمل السياسي غير التابعة لأيباك وبوسائل أخرى. وفي أواخر عام 2021، شكلت إيباك لجنة العمل السياسي الخاصة بها، وأعلنت أيضًا عن خطط لإنشاء لجنة عمل سياسية كبرى، والتي يمكنها إنفاق الأموال نيابة عن المرشحين.
يرى النقاد أن أيباك تتمتع بنفوذ كبير، حيث تعمل كعميل للحكومة الإسرائيلية مع "قبضة خانقة" على الكونجرس الأمريكي. اتُهمت أيباك بأنها متحالفة بقوة مع حزب الليكود الإسرائيلي والحزب الجمهوري في الولايات المتحدة. وقد رفض المتحدث باسم أيباك هذا الإتهام ووصفه بأنه "توصيف خاطئ خبيث". سلطت صحيفة واشنطن بوست الضوء على الاختلافات الملحوظة بين أيباك وجي ستريت قائلة: «وعلى الرغم من أن المنظمتين تزعمان أنهما من الحزبين الجمهوري والديمقراطي، إلا أن أيباك حصلت على دعم كبير من أغلبية اليهود الجمهوريين. في المقابل، تقدم "جي ستريت" نفسها كبديل للديمقراطيين الذين يشعرون بعدم الارتياح إزاء سياسات رئيس الوزراء نتنياهو والتحالف المتزايد بين المحافظين وأيباك.»
تصف أيباك نفسها بأنها منظمة تضم حزبين، مؤكدة على أن مشاريع القوانين التي تضغط من أجلها في الكونجرس تتم رعايتها باستمرار من قبل كل من الديمقراطيين والجمهوريين. يدعي أنصار أيباك أن طبيعتها الحزبية يمكن رؤيتها في مؤتمرها السياسي السنوي، والذي ضم في عام 2016 مرشحي الحزبين الرئيسيين: الديموقراطية هيلاري كلينتون والجمهوري دونالد ترامب. كبار الديمقراطيين، بما في ذلك نائب الرئيس (الرئيس لاحقًا) جو بايدن والسيناتور (نائب الرئيس لاحقًا) كامالا هاريس، خاطبوا لجنة الشؤون العامة الإسرائيلية، بالإضافة إلى الجمهوريين رفيعي المستوى، بما في ذلك بول رايان، رئيس مجلس النواب الأمريكي آنذاك.

## تاريخ المنظمة
تم تأسيسها في عهد إدارة الرئيس الأمريكي دوايت أيزنهاور عام 1953 بمبادرة من يشعيا كينن وهو عضو سابق في اللجنة الصهيونية الأميركية للشؤون العامة أيباك -التي أنشئت عام عام 1951- بالتشاور مع بعض رؤساء وشخصيّات إسرائيليّة بارزة آنذاك أمثال موشيه شاريت وآبا ايبن وتيدي كوليك؛ لتأسيس لوبي صهيوني أميركي لزيادة الدعم المالي لإسرائيل التي كانت في بداية عهدها. إذ كانت تواجه أزمة مالية خاصة في مطلع الخمسينيات نتيجة لتوافد المستوطنين اليهود إلجدد.
تعتبر اللجنة الصهيونية الأمريكية للشؤون العامة باعتبارها قسم ضغط في المجلس الصهيوني الأمريكي (AZC). وكان كينين بصفته أحد أعضاء جماعات الضغط، انحرف كينين عن جهود العلاقات العامة المعتادة التي يبذلها AZC من خلال محاولة توسيع الدعم لإسرائيل بين الجماعات غير الصهيونية الكلاسيكيّة. وكان تأسيس المنظمة الحديثة نسبيًا ردًا على رد الفعل الدولي السلبي على مذبحة قبية في أكتوبر/تشرين الأول 1953، والتي قتلت فيها القوات الإسرائيلية بقيادة آرييل شارون ما لا يقل عن تسعة وستين قروياً فلسطينياً، ثلثاهم من النساء والأطفال. نظرًا لأن إدارة أيزنهاور اشتبهت في أن AZC يتم تمويلها من قبل حكومة إسرائيل، فقد تقرر فصل جهود الضغط إلى منظمة منفصلة بتمويل منفصل.
وفقًا للصحفية كوني بروك، تأسست إيباك عام 1963 وترأسها كينين حتى تقاعده عام 1974 وخلفه موريس جي أميتاي. كان كينين "ليبراليًا من الطراز القديم"، وفقًا للصحفي المتطوع السابق في لجنة الشؤون العامة الإسرائيلية (إيباك) إم جيه. روزنبرغ، الذي لم يسعى لكسب الدعم من خلال التبرع للحملات أو التأثير على الانتخابات، لكنه كان على استعداد "لللعب باليد التي تم توزيعها لنا".
كتب مايكل أورين في كتابه "القوة والإيمان والخيال: أمريكا في الشرق الأوسط من عام 1776 إلى الوقت الحاضر": "على الرغم من تأسيسها عام 1953، إلا أن أيباك لم تحقق إلا في منتصف السبعينيات النفوذ المالي والسياسي اللازم للتأثير على الكونغرس. في مواجهة المعارضة من مجلسي الكونجرس، ألغى رئيس الولايات المتحدة جيرالد فورد. ويشير جورج لينكزوفسكي إلى إطار زمني مماثل في منتصف السبعينيات لصعود قوة أيباك: "إنّ رئاسة جيمي كارتر تزامنت مع الظهور العسكري للجنة الشؤون العامة الأمريكية الإسرائيلية إيباك كقوة رئيسية في تشكيل السياسة الأمريكية تجاه الشرق الأوسط.
في عام 1980، أصبح توماس داين المدير التنفيذي لـ AIPAC، وقام بتطوير حملتها الشعبية. بحلول أواخر الثمانينيات، كان مجلس إدارة أيباك "يهيمن عليه" أربعة رجال أعمال بارزين وهم: ماير (بوبا) ميتشل، إدوارد ليفي، روبرت آشر ولاري واينبرغ.
رسخت أيباك صورتها في مطلع الثمانينات عبر حدثين أبرزا أهدافها في تلقّي الدعم غير المشروط لإسرائيل، وقد كان هذا بين المرشحين السياسيين لتجعل الكونغرس أكثر استقطابًا ودعمًا لإسرائيل على مدى العقود الثلاثة التالية. في عام 1982، دعم الناشطون التابعون لـ AIPAC في سكوكي، إلينوي، ريتشارد ج. دوربين للإطاحة بالولايات المتحدة. النائب بول فيندلي -جمهوري من إلينوي-، الذي أبدى دعمًا لزعيم منظمة التحرير الفلسطينية ياسر عرفات في عام 1984، هُزم السيناتور تشارلز بيرسي -جمهوري من إلينوي-، رئيس لجنة العلاقات الخارجية بمجلس الشيوخ آنذاك ومؤيد لصفقة للسماح للمملكة العربية السعودية بشراء طائرات عسكرية متطورة للإنذار المبكر والتحكم المحمول جواً (AWAC) من قبل الديمقراطيين. بول سيمون. وقد طلب من سايمون روبرت آشر، عضو مجلس إدارة أيباك في شيكاغو، خوض الانتخابات ضد بيرسي.
في عام 2005، اعترف لورانس فرانكلين، وهو محلل في البنتاغون، بأنه مذنب في تهم التجسس لتمرير الولايات المتحدة. أسرار حكومية لمدير سياسة AIPAC ستيف ج. روزن وكبير محللي الشؤون الإيرانية في AIPAC كيث وايزمان، فيما يُعرف بفضيحة تجسس AIPAC. وقد تم طرد روزن وويسمان في وقت لاحق من قبل أيباك. وفي عام 2009، تم إسقاط التهم الموجهة ضد موظفي أيباك السابقين.
في فبراير 2019، طالب جديد في الولايات المتحدة. أثارت النائبة إلهان عمر -ديمقراطية من ولاية مينيسوتا-، وهي واحدة من أول امرأتين مسلمتين -إلى جانب رشيدة طليب- تخدمان في الكونغرس، جدلاً عندما غردت بأن دعم زعيم الأقلية في مجلس النواب كيفن مكارثي -جمهوري من كاليفورنيا- لإسرائيل هو دعم مادّيّ "بني بنيامين". في إشارة إلى أيباك. واعتذرت إلهان عمر لاحقًا، لكنها أدلت أيضًا ببيان آخر هاجمت فيه "النفوذ السياسي في هذا البلد الذي يقول إنه من المقبول الدفع من أجل الولاء لدولة أجنبية". أثارت هذه التصريحات الغضب بين مؤيدي أيباك، لكنها أثارت أيضًا دعمًا صريحًا بين الجناح التقدمي للحزب الديمقراطي و"أحيت جدلًا مشحونًا" في السياسة الأمريكية حول ما إذا كانت أيباك تتمتع بنفوذ كبير على السياسة الأمريكية في الشرق الأوسط، مع تسليط الضوء على تدهور بعض العلاقات بين الديمقراطيين التقدميين والمنظمات المؤيدة لإسرائيل. في 6 مارس 2019، طرحت القيادة الديمقراطية قرارًا في قاعة مجلس النواب يدين معاداة السامية، والذي تم توسيعه لإدانة التعصب ضد مجموعة واسعة من الجماعات قبل مروره في 7 مارس.

## المنتسبون والميزانيات
تضم منظّمة أيباك حوالي مائة ألف منتسب. يتوزّعون على 50 ولاية أميركية. غالبية المنتسبين من اليهود، إضافة إلى قسم من أعضاء الحزبين الديمقراطي والجمهوري. يشارك في مؤتمرها السنوي زهاء 20 ألف ممثّل.
ويحرص سياسيّون أمريكيّون كُثُر على حضوره وإلقاء خطابات فيه تعبّر عن دعمهم لإسرائيل. تنضوي تحت لوائها ما يربوا عن سبعين منظمة. تقدر ميزانيتها السنوية بنحو 45 مليون دولار. تؤمّن هذه الميزانيّات عن طريق الاشتراكات السنوية التي يدفعها الأعضاء، والقسم الآخر من خلال التبرعات من أصحاب المصالح المشتركة.
اعتبارًا من أوائل عام 2019، كان لدى إيباك 17 مكتبًا إقليميًا وفرعيًا ومقرًا جديدًا في شارع كيه في واشنطن العاصمة. أنفقت أيباك 3.5 مليون دولار على الضغط في عام 2018، وهو مبلغ كبير نسبيًا في مجال السياسة الخارجية -أكثر من 10 أضعاف إنفاق جي ستريت على الضغط-، ولكن أقل من العديد من مجموعات الضغط الصناعية، وفقًا لـأوبين سيكرتس (OpenSecrets) كأعلى 15 من مجموعات الضّغط في الولايات المتحدة. تنفق المجموعات في الولايات المتحدة أكثر من 15 مليون دولار. وقد لوحظ أيضًا أنه، بغض النظر عن المقارنات البسيطة بين قيمة الدولار، فإنّ أيباك لديها أسلوب خاصّ والذي غالبًا ما يبدأ بالتبرع في وقت مبكر من المسيرة المهنية للسياسيين المتوقّع مستقبلهم السّياسيّ طويل الأمد. تلتزم أيباك أيضًا بالإنفاق على مجموعة متنوعة من "الوسائل الأقل رسمية لاستغلال النفوذ"، مثل الرحلات الجوية الفاخرة والإقامة لأعضاء الكونجرس، وتقوم بتوجيه الملايين خلسة من خلال مجموعات مثل مشروع الديمقراطية المتحدة.

### تجنيد الأموال لصناع السياسات
وزير الخارجية الأمريكي مايك بومبيو تحدث في مؤتمر السياسة AIPAC 2020: "طور توماس داين شبكة للوصول إلى كل عضو في الكونجرس. اليهود الأمريكيون، "النواة الأساسيّة" لعضوية أيباك، يشكلون أقل من 3% من سكان الولايات المتحدة ويتركزون في تسع ولايات فقط. واليوم، يجتمع الآلاف من مؤيدي أيباك في المؤتمر السياسي السنوي لأيباك في واشنطن العاصمة كل عام. تتم دعوة الجهات المانحة وكبار الشخصيات لحضور حفل استقبال القيادة في الليلة الأخيرة من المؤتمر، والذي يستضيف المئات من أعضاء الكونغرس."
أنشأت أيباك "مؤتمرات حزبية" حيث يقوم موظفو أيباك بتنظيم المجتمع اليهودي في كل منطقة، بغض النظر عن حجمها. تم تجميع مساهمات حملة وتوزيعها على المرشحين في مناطق الكونغرس ولدى المانحين. وفقًا للصحفية كوني بروك بحلول نهاية الثمانينيات، كان هناك "العشرات" من لجان العمل السياسي التي ليس لها علاقة رسمية بأيباك، ولكن زعيمها كان غالبًا عضوًا في أيباك. ذكرت صحيفة وول ستريت جورنال أنّه في عام 1987، تم تشغيل ما لا يقل عن 51 من أصل 80 لجنة عمل سياسية مؤيدة لإسرائيل من قبل مسؤولي إيباك. بعض اللجان التي "تعمل بشكل مستقل" عن أيباك ولكن "التي تتوافق مهماتها وعضويتها" معها تشمل لجنة الكونغرس في فلوريدا، ونورباك في نيوجيرسي، ولحماية تراثنا بالقرب من شيكاغو، وجمعية ميريلاند للمواطنين المعنيين بالقرب من بالتيمور.
تذكر صحيفة واشنطن بوست أنّ "موقعها على شبكة الإنترنت، الذي يعرض تفاصيل كيفية تصويت أعضاء الكونجرس على القضايا الرئيسية لأيباك، وأيباك Insider، وهي دورية لامعة تعيق السباقات السياسية المتقاربة، يخضعان للتدقيق من قبل الآلاف من المانحين المحتملين. وقد ساهمت المصالح المؤيدة لإسرائيل في ذلك". وقد بلغت قيمة التبرعات الفردية والجماعية والأموال الناعمة للمرشحين الفيدراليين واللجان الحزبية منذ عام 1990، وفقاً لمنظمة OpenSecrets غير الحزبية، 56.8 مليون دولار. وفي الفترة ما بين انتخابات عام 2000 وانتخابات عام 2004، تبرع الأعضاء الخمسين في مجلس إدارة أيباك بما متوسطه 72 ألف دولار لكل منهم للحملات الانتخابية. ولجان العمل السياسي." وفقًا لداين، في الثمانينيات والتسعينيات من القرن العشرين، كانت مساهمات أعضاء أيباك غالبًا ما تشكل "ما يقرب من 10 إلى 15% من ميزانية حملة الكونغرس النموذجية."
وتؤثر أيباك على المشرعين بطرق أخرى من خلال: توفيق عضو في ايباك مع أعضاء في الكونغرس. شيريل جاي ستولبرغ تطلق على نظام "الاتصالات الرئيسية" اسم "سر" أيباك، وتقتبس من الناشط توم داين قوله إن مكتب أيباك يمكنه الاتصال بـ "5 إلى 15" من جهات الاتصال الرئيسية لكل عضو في مجلس الشيوخ بما في ذلك الأشخاص "المتحفظين". كذلك، إقامة رحلات منظمة بعناية إلى إسرائيل للمشرعين وغيرهم من صانعي الرأي، يتم دفع تكاليفها بالكامل من قبل الذراع الخيري للأيباك، مؤسسة التعليم الأمريكية الإسرائيلية. وفي عام 2005، زار إسرائيل أكثر من 100 عضو في الكونغرس بعضهم عدة مرات.
وقد دعمت أيباك شاغلي المناصب الموالين مثل السيناتور لويل بي. ويكر جونيور -جمهوري عن ولاية كونيتيكت- حتى عندما عارضهم المرشحين اليهود، وعملت المنظمة على إقالة شاغلي المناصب المؤيدين للفلسطينيين -مثل النائب بول فيندلي- أو المرشحين الذين يُنظر إليهم على أنهم كذلك. غير متعاطف مع إسرائيل -السيناتور تشارلز بيرسي-. ومع ذلك، عارض عضو الكونغرس اليهودي، النائب جان شاكوفسكي -ديمقراطي من إلينوي-، الذي حافظ على علاقات جيدة مع إيباك وحصل على مساهمات في الحملة الانتخابية من قبل أعضائها، من قبل المجموعة في حملة إعادة انتخابها عام 2010 بعد أن تم تأييدها من قبل مجموعة المناصرة جي ستريت.
ووفقاً للنائب السابق بريان بيرد -ديمقراطي من واشنطن-، فإن "أي عضو في الكونغرس يعرف أن أيباك مرتبطة بشكل غير مباشر بكميات كبيرة من الإنفاق على الحملات الانتخابية إذا كنت معهم، ومبالغ كبيرة ضدك إذا لم تكن معهم". بلغت "الأموال المرتبطة بأيباك حوالي 200 ألف دولار في كل حملة من حملاته الانتخابية - "وهذا يعني 200 ألف دولار تذهب في طريقك، مقابل الاتجاه الآخر: أربعمائة ألف دولار أمريكي". جاءت مساهمات الحملة - كما هو الحال مع العديد من مجموعات المصالح.

## التوجه الأيديولوجي والأهداف
تقوم أيباك على الولاء لإسرائيل ودعم طابعها اليهودي، وتهدف إلى تقوية العلاقات الأميركية الإسرائيلية، وتقوية التحالف في عدة مجالات إستراتيجية، والحدّ من أي تحالف أميركي مع البلدان العربية في حالة وجود ضررعلى إسرائيل.
تضغط المنظّمة على الإدارة والمؤسسات الأميركية لتوفير الدعم المالي لإسرائيل عن طريق الهبات، التّبرّعات وشطب الدّيون الإسرائيلية، كما تعمل على زيادة تأثيرها في الكونغرس سيّما في المنافسات الانتخابية الأميركية الّتي تحدد مستوى العلاقات الإسرائيليّة الاميركيّة. كما تزيد من ضغوطها على الدول والمجموعات الّتي تدّعي المنظمة معاداتها لإسرائيل. لذلك تقوم بحشد ودعم قيادات أميركية جديدة في كافة المجالات لدعم إسرائيل. كذلك، تؤكد أيباك إلى أنّ وجود إسرائيل في منطقة الشرق الاوسط هو وجود استراتيجيّ مهم لحماية المصالح الاميركيّة. كالتّصدّي للنفوذ السوفييتي -آنها-، لاحقًا أخذت تُشدد المنظمة على مواجهتها لكل أشكال الارهاب في العالم خاصّة في الشرق الأوسط.
عطفًا على ما مضى روّجت إسرائيل إلى أنّها تعمل على منع أخطار محتملة في المنطقة الّتي تضرّ بالمصالح الاميركية. كذلك، روّجت المنظمة إلى ديموقراطيّة اسرائيل بما يتوافق مع المصالح الاميركية العالمية، بخلاف الدّول العربيّة المجاورة لها؛ لتؤكّد على تقاربها مع الفكر الأمريكيّ. كما تسعى اللجنة إلى الضغط على الكونغرس الاميركي لمنع اصدار أي تشريع جديد قد يضرّ اسرائيل أو يؤثر على علاقاتها. أيضًا من ضمن الأهداف الّتي تسعى إليها أيباك هي:
1. الضغط على حكومة فلسطين وبالذات حركة حماس على أن تتبع مطالب إسرائيل.
2. تقوية العلاقات ما بين واشنطن وإسرائيل من خلال التعاون ما بين أجهزة مخابرات البلدين والمساعدات العسكرية والاقتصادية. إذ بلغت في سنة 2006 2.52 مليار دولار أمريكي.
3. إدانة الإجراءات الإيرانية الساعية للحصول على التكنولوجيا النووية وموقفها المنكر للهولوكوست.
4. لدفاع عن إسرائيل من أخطار الغد.
5. تحضير جيل جديد من القيادات الداعمة لإسرائيل.[34]

## بنية اللجنة التنفيذية
تشتمل اللجنة التنفيذية لأيباك من شتّى الطوائف اليهودية الرئيسية -49 في الولايات المتحدة- كما لها جهاز دائم العمل، وتضم أيضا في عضويتها -إضافة إلى يهود- أعضاء من كلا الحزبين: الديمقراطي والحزب الجمهوري. امّا ميزانيّتها فتبلغ ميزانيتها السنوية أكثر من 67 مليون دولار ولها 18 مكتبًا منتشرًا في كافّة أرجاء الولايات المتحدة.
يصل عدد أعضاء أيباك المؤيدين إلى أكثر من مئة ألف شخص في أميركا، إضافة إلى آلاف المتطوعين. تضم الأيباك طواقم من المفكرين والباحثين بعضهم خبراء في السياسة الأميركية الداخلية. كما تقوم بتقديم تقارير مالية فصلية كل ثلاثة أشهر إلى وزير الخارجية ورئيس مجلس النواب الأمريكيّ.

## الرؤساء والداعمين
كان هوارد كوهر هو الرئيس التنفيذي لمنظمة أيباك منذ عام 1996، أي ما يقرب من نصف وجودها، حيث خدم مع معظم رؤسائها.
| الرّئيس             | فترة النّشاط    | نبذة مختصرة                                                     |
| روبرت آشر          | 1962-1964      | تاجر إنارة في شيكاغو                                            |
| لاري واينبرغ       | 1976-1982      | وسيط عقارات في لوس أنجلوس ومالك سابق لفريق بورتلاند تريل بليزرز |
| إدوارد ليفي جونيور | حتّى-1988       | مسؤول تنفيذي لمواد بناء في ديترويت                              |
| مائير "بوبا" ميشيل | 1990-1992      | مكوّر عقارات في موبايل، الاباما                                  |
| ديفيد شتاينر       | استقال 1992    | تنفيذي بناء وعقارات                                             |
| ستيفين جروسمان     | 1992-1996      | مدير علاقات ورئيس الحزب الديموقراطي                             |
| ميلفين داو         | ابتداءً من 1996 | محامي-هيوستن                                                    |
| لوني كابلان        | 1998-2000      | مدير تأمين في نيوجرسي                                           |
| تيم ووليجر         | انتهت 2001     | مستثمر كليفلاند                                                 |
| ايمي فردكين        | 2002-2004      | ناشط في المنظّمات اليهوديّة الجماهيريّة، سان فرانسسكو              |
| برينس مانوشيريان   | 2004-2006      |                                                                 |
| هوراد فريدمان      | 2006-2010      |                                                                 |
| ليليان بينكوس      | ابتداءً من 2016 |                                                                 |
| بيستي بيرنز كورن   | 2020-حتّى الآن  | نائب رئيس أيباك السابق موظّف سابق في اتّحاد كرة القدم الأمريكيّ    |

يدعم أغلب أعضاء الحزبين الديمقراطي والجمهوري في الكونغرس. وفقًا لأيباك، فإن مؤتمر السياسة السنوي يأتي في المرتبة الثانية بعد خطاب حالة الاتحاد من حيث عدد المسؤولين الفيدراليين الحاضرين في المؤتمر.

## نشاط ايباك في الحيز العام
ومنذ فترة ليست ببعيدة شرعت ايباك في الدخول إلى الجامعات للتأثير على الهيئات الطلابية وعلى المحاضرين، تنمية القيادات الطلابية مثل رؤساء الهيئات الطلابية. وفي الكليات، يوفر "التدريب على القيادة السياسية" لمجموعات الطلاب الجامعيين. وهذا جهد "لبناء حركة أقوى مؤيدة لإسرائيل بين الطلاب داخل وخارج الحرم الجامعي في جميع أنحاء البلاد".وذلك حينما تشعر بازدياد نفوذ هيئات وحركات عربية تدعم الحقوق العربية وفي مقدمتها مسألة الشعب الفلسطيني. وكذلك تلاقي نجاحاً في الاوساط المسيحية الراديكالية والاصولية المختلفة لكسبها إلى جانب المؤيدين اسرائيل -وحقها في العيش في منطقة الشرق الاوسط- وإبعاد الكنائس المسيحية عن القضية الفلسطينية، بل أكثر من ذلك فإن (ايباك) تقوم في جملة ما تقوم به من نشاطات بتصوير العرب والمسلمين بالتخلف والتطرف السياسي والاخلاقي.

## مؤسسة التعليم الاسرائيلية الامريكية
مؤسسة التعليم الأمريكية الإسرائيلية هي منظمة شقيقة لأيباك. تتولى العمل التعليمي بجانب عمل أيباك في الضغط. وهي منظمة تعليمية غير ربحية بموجب المادة 501 (ج) (3) تنظم برامج تعليمية، بما في ذلك الرحلات إلى إسرائيل لأعضاء الكونغرس الأمريكي وغيرهم من السياسيين الأمريكيين. تنظّم منظّمة AIEF رحلات لأعضاء الكونغرس كل عامين، لتصبح "المنفق الأكبر على سفريات الكونجرس" في تلك السنوات. في آب 2019، قامت المؤسسة برعاية رحلات لمدة أسبوع مع 72 عضوًا في الكونجرس: 41 ديمقراطيًا و31 جمهوريًا، سافروا عن طريقها إلى إسرائيل والضفة الغربية وزاروا رئيس الوزراء الإسرائيلي بنيامين نتنياهو ورئيس السلطة الفلسطينية محمود عباس. وتشمل الأنشطة التعليمية الأخرى حلقات دراسية منتظمة لموظفي الكونغرس.
يشير المنتقدون أنّ هذه الرحلات هي دعاية وليست تثقيفية ولا تحكي "الجانب الفلسطيني من القصة"، وأنها تنتهك القواعد الأخلاقية التي تحظر على جماعات الضغط إهداء السفر الشخصي لأعضاء الكونجرس.

## لجنة العمل السياسي
حتى عام 2021، لم تقم أيباك بجمع الأموال للمرشحين السياسيين بنفسها، لكن أعضائها يجمعون الأموال للمرشحين من خلال لجان العمل السياسي غير التابعة لأيباك وبوسائل أخرى. وفي أواخر عام 2021، شكلت إيباك لجنة العمل السياسي الخاصة بها. لتعلن عن خطط لإنشاء Super-PAC، والتي يمكنها الانفاق نيابة عن المرشحين للانتخابات. تشرح بيتسي بيرنز كورن رئيسة أيباك هذه الخطوة قائلة: "إن البيئة السياسية في العاصمة تشهد تغييرًا عميقًا. فالاستقطاب الحزبيّ والزيادة الهائلة في تكلفة الحملات الانتخابية تهيمن الآن على المشهد." وقال دوف واكسمان، مدير مركز UCLA Y&S Nazarian للدراسات الإسرائيلية: "على الرغم من أن أيباك كانت لها منذ عقود علاقات غير رسمية مع لجان العمل السياسي المؤيدة لإسرائيل، إلا أنها امتنعت دائمًا عن تشكيل لجنة العمل السياسي الخاصة بها". وأضاف: "أعتقد أن قرارها بإنشاء لجنة العمل السياسي الخاصة بها ولجنة العمل السياسي الفائقة يستند إلى الاعتراف بأن تمويل الحملات الانتخابية هو وسيلة حاسمة لممارسة النفوذ السياسي في الكونغرس، وأن أيباك تحتاج الآن إلى هذه الأداة من أجل الحفاظ على نفوذها في الكونغرس".
انتقد المدير التنفيذي السابق لأيباك توم داين والمدير التشريعي دوجلاس بلومفيلد هذه الخطوة، قائلين إنها قد تضع حياد المنظمة موضع تساؤل. في مارس 2022، أصدرت لجنة العمل السياسي تأييدها الأول لـ 130 مرشحًا لمجلس النواب ومجلس الشيوخ. وتضمنت القائمة 37 من أعضاء الكونغرس الذين صوتوا لإلغاء انتخابات 2020 لجو بايدن. أثار التأييد انتقادات من مجموعة متنوعة من المصادر. قال سفير الولايات المتحدة السابق لدى إسرائيل دانييل سي كيرتزر إنه "من المخيب للآمال للغاية أن تغض أيباك الطرف عن الضرر الذي ألحقه هؤلاء الأشخاص بديمقراطيتنا. إن دعمهم لإسرائيل لا يمكن أن يفوق هذا الضرر أبدًا". ووصفتها كاتبة العمود المحافظة المؤيدة لإسرائيل جينيفر روبين بأنها "مرعبة حقًا".
يأتي سعي إيباك إلى دعم الحملة السياسية وسط تآكل الدعم الحزبي لإسرائيل في الولايات المتحدة، حيث تظهر استطلاعات الرأي انتقادات متزايدة للدولة بين الديمقراطيين الشباب، بما في ذلك اليهود الأمريكيين، وكسر المحرمات بشأن المقارنات بين معاملة إسرائيل للفلسطينيين ومعاملة إسرائيل للفلسطينيين. الفصل العنصري في جنوب أفريقيا، وزيادة الدعم لحركة المقاطعة والعقوبات وسحب الاستثمارات (BDS).

## الخلافات
تعرّضت ايباك إلى هجمات من مناهضي سياستها أو بعض توجهاتها، خاصة عندما اعترضت على قيام الادارة الاميركية ببيع الأسلحة إلى بعض الدول العربية. كذلك، تعالت أصوات داخل الولايات المتحدة تشير إلى أنّ هذه المنظّمة تتدخل في شؤون الولايات المتحدة الداخلية دعمًا لدولة أخرى. كذلك عارض أيباك بعض الجهات الإسرائيلية الّتي تشير إلى أنّ أيباك تعمل منفردة عن سياسيي إسرائيل. بالرّغم من المعارضة إلا انه بوسعها التّوفيق بين كونها جسمًا اميركيًا وأيضًا داعمة لإسرائيل.
أمّا عن النّقد الّذي واجهته من المجمعات اليهوديّة الأمريكيّة، فقد اشار المعارضون أنّ سياسة أيباك تعّبر بشكل كبير عن سياسات اليمين الإسرائيلي. فقد قال جيرمي بن عامي -الذي شغل منصب مستشار الرئيس الأمريكي الأسبق بيل كلنتون- الّذي أسس قبل سنوات جماعة ضغط باسم "جي ستريت" إن "وصف المنظمات المؤيدة لإسرائيل مختطف من قبل أشخاص يخالفون ما تؤمن به غالبية اليهود الأمريكيين، والشعب الأمريكي بشكل عام".
وقد أكد السيناتور السابق ويليام فولبرايت، في السبعينيات، والمسؤول الكبير السابق في وكالة المخابرات المركزية فيكتور ماركيتي، في الثمانينيات، أن أيباك كان يجب أن تسجل بموجب قانون تسجيل الوكلاء الأجانب (FARA). يتطلب قانون تسجيل الوكلاء الأجانب والذين يتلقون الأموال أو يتصرفون نيابة عن حكومة أجنبية التسجيل كوكيل أجنبي. ومع ذلك، تذكر أيباك أن المنظمة هي مجموعة ضغط أمريكية مسجلة، يتم تمويلها من خلال تبرعات خاصة، وتصر على أنها لا تتلقى "أي مساعدة مالية" من إسرائيل أو أي مجموعة أجنبية أخرى.

### ادعاءات التجسس
كما أثارت أيباك مع البيت الأبيض عبر سنوات نشاطها خلافات أدّت إلى فشل العديد من الشراكات بين الطّرفين. مثل: أزمة بيع الولايات المتحدة طائرات الإنذار المبكر المعروفة "بأواكس" عام 1981 للمملكة سعودية، وقضية ربط إدارة الرئيس جورج بوش الأب ضمان منح قروض بقيمة عشرة مليارات دولار لإسرائيل عام 1991 لوقف الاستيطان الإسرائيليّ. كذلك، كان هناك أزمة حول حلف مكافحة الإرهاب الذي أقامه الرئيس جورج بوش الابن مع بعض البلدان عربية عام 2001.
في سنة 1992 قام رئيس الأيباك ديفيد ستينر بالاستقالة عندما تم إجراء تسجيل صوتي له يتباهى فيه عن تأثيره السياسي في الحصول على المساعدات للكيان الإسرائيلي. مما يجدر ذكره بأن من قام بالتسجيل الصوتي هو يهودي يدعى هاييم كاتز حيث قال :"كيهودي، فإنه أمر يهمني في حالة وجود مجموعة صغيرة ذات قوة غير متنجانسة. أعتقد أن هذا يؤذي الجميع، ومن ضمنهم اليهود. إذا أراد ديفيد ستينر أن يتكلم عن التأثير القوي للأيباك، فلا بد للعامة أن يعرفوا ما يقول".
ادّعى شتاينر أيضًا أنه "اجتمع مع -وزير خارجية الولايات المتحدة آنذاك- جيم بيكر وعقدت معه صفقة. حصلت، بالإضافة إلى الثلاثة مليارات دولار، على أنهم يبحثون عن الأصوات اليهودية، وسأفعل ذلك". أخبره بكل ما يريد سماعه... إلى جانب ضمانات القروض البالغة 10 مليارات دولار والتي كانت شيئًا رائعًا، و3 مليارات دولار من المساعدات الخارجية والعسكرية، وحصلت على ما يقرب من مليار دولار من الأشياء الجيدة الأخرى التي لا يعرف الناس عنها حتى." وادعى شتاينر أيضًا أنه "يتفاوض" مع إدارة كلينتون القادمة حول من ستعينه كلينتون وزيرة للخارجية ووزيرة لوكالة الأمن القومي. صرح شتاينر أن إيباك كان لديها "عشرات الأشخاص في حملة [كلينتون]، في المقر الرئيسي... في ليتل روك، وسيحصلون جميعًا على وظائف كبيرة."
قال المطور العقاري في نيويورك، حاييم كاتز، لصحيفة واشنطن تايمز إنه قام بتسجيل المحادثة لأنه "باعتباري يهوديًا، أشعر بالقلق عندما تتمتع مجموعة صغيرة بسلطة غير متناسبة. أعتقد أن هذا يؤذي الجميع، بما في ذلك اليهود. إذا أراد ديفيد شتاينر التحدث عن النفوذ المذهل وغير المتناسب الذي تتمتع به أيباك، يجب أن يعرفه الجمهور."
أثارت فضيحة تجسس لورانس فرانكلين و الولايات المتحدة ضد فرانكلين في نيسان 2005، تم طرد مدير سياسة أيباك ستيفن روزن وكبير محللي الشؤون الإيرانية في إيباك كيث وايزمان من قبل أيباك وسط تحقيق مكتب التحقيقات الفيدرالي حول ما إذا كانوا قد نقلوا معلومات أمريكية سرية تلقوها من لورانس فرانكلين إلى حكومة إسرائيل. وقد تم اتهامهم لاحقًا بالتآمر بشكل غير قانوني لجمع معلومات سرية تتعلق بالأمن القومي والكشف عنها لإسرائيل. وافقت أيباك على دفع الرسوم القانونية للدفاع عن وايزمان من خلال الاستئناف إذا لزم الأمر، ولكن تم إسقاط التهم لاحقًا.
أعلنت وزارة العدل في أيّار من عام 2005 أن لورانس أنتوني فرانكلين، وهو عقيد في القوات الجوية الأمريكية يعمل كمحلل بوزارة الدفاع في البنتاغون في مكتب دوجلاس فيث، قد تم القبض عليه واتهم من قبل مكتب التحقيقات الفيدرالي بتقديم معلومات سرية إلى إسرائيل. حددت الشكوى الجنائية المكونة من ستة تهم إيباك بالاسم ووصفت اجتماع غداء زُعم أن فرانكلين كشف خلاله معلومات سرية للغاية لاثنين من مسؤولي إيباك.
ثارت زوبعة إعلاميّة في عام 2006 بعد أن قام استاذان جامعيان أمريكيان هما ستيفن والت من جامعة هارفارد وجون ميرشيمر من جامعة شيكاجو عقب نشر دراسة زعما فيها أنّ "ايباك" دفعت السياسة الخارجية الأمريكية بشكل كبير لتبني سياسات مؤيدة لإسرائيل، ولكنها لا تخدم المصالح القومية الأمريكية. أمّا المدافعين عن "ايباك" فقد صرّحوا بأنّه يجب السماح لأيباك بالعمل بحُرّيّة كما يسمح لباقي جماعات الضغط في الساحة الأمريكية، معتبرين أن تصوير جماعات الضغط اليهودية بأنها قوية وغنية هو بمثابة محاولة للإساءة لها وأن هذه الاتهامات تروّج لوجود مؤامرة وهذا يُعدّ "معاداة للسامية".
كما اعترف فرانكلين بأنه مذنب في نقل أسرار حكومية إلى روزين وويسمان، وكشف للمرة الأولى أنه قدم معلومات سرية مباشرة إلى مسؤول حكومي إسرائيلي في واشنطن. في 20.1.2006، حُكم عليه بالسجن لمدة 151 شهرًا -ما يقرب من 13 عامًا- وغرامة قدرها 10000 دولار. كجزء من "اتفاقيّة الإقرار بالذنب" وافق فرانكلين على التعاون في التحقيق الفيدرالي الأكبر. تم إسقاط جميع التهم الموجهة ضد موظفي أيباك السابقين في عام 2009.
إضافة إلى ذلك أحد الخلافات كان موضوع الاتفاق النووي الإيراني الذي توصلت إليه واشنطن مع طهران عام 2015، وكشف الرئيس الأميركي باراك أوباما أنّ المنظمة أنفقت عشرين مليون دولار لإسقاطه عبر الحملات الإعلامية وممارسة ضغوط في الكونغرس.

## المسيحية الصهيونية
يشار إلى أنّ فترة حكم نتنياهو الّتي شهدت أجندة يمينية مُتطرفة، أسفرت عن مُعاداة الحزب الديمقراطي، فقد قاد حملة لمُناصرة ترامب، ممّا دفع الأيباك إلى الانجرار خلفه. كذلك عند عندما كان جو بايدن نائبًا للرئيس باراك أوباما، قاد نتنياهو حملة شرسة ضد الاتفاق النووي الإيراني الذي وقعه أوباما، وقد شملت الحملة هجوما يمينيًا ضد كل الديمقراطيين، و”الأيباك” المُلتزمة بدعم سياسات الحكومات الإسرائيلية، قامت بمُناصرة نتنياهو في حملته هذه، الأمر الذي أغضب العديد من الديمقراطيين الذين اعتبروا هذا انحيازًا سياسيا للجمهوريين. كذلك، أصبح هناك تصورًا لدى النخبة السياسية الأمريكية بأنّ “الأيباك” أصبحت لوبيا يهوديًا مُنحازا إلى حزب الليكود الإسرائيليّ من جهة، وإلى الجمهوريين والمُحافظين في الولايات المتحدة من جهةٍ أخرى. لذا حاول نفتالي بينيت في بداية فترته لرئاسة الحكومة الإسرائيليّة الانتقالية -الّتي استمرّت لعام واحد فقط وهوعام 2022 ، لتُحلّ الحكومة الإسرائيليّة بعدها- لرأب هذه التصدعات بين ايباك والنّخبة الأمريكيّة، في محاولة لتصويب علاقات “الأيباك” بالديمقراطيين خاصّة تحت إدارة بايدن. يشار أنّه بالرّغم من حجم تأثيرها إلّا أنّه هناك أيضًا منظّمات أخرى مثل اتّحاد مسيحيين لأجل إسرائيل أو ما يُسمّى الإنجيليين الأفنجيليين، الّذي يحدّ من مكانتها كأكبر لوبي مُناصر لإسرائيل من داخل الولايات المتحدة.

## تأثير ايباك على الحرب الفلسطينية الاسرائيلية 2023
ارتبطت خلال العقد الأخير "أيباك" بحزب الليكود الإسرائيلي والحزب الجمهوري ارتباطًا وثيقًا. إذ يتوقع رئيس الوزراء الإسرائيلي بنيامين نتنياهو سيطرة الحزب الجمهوريّ الأمريكيّ على السياسة الأميركية في المستقبل القريب، بينما لا يزال أغلب اليهود الأميركيين ديمقراطيين. تدعم ايباك حكومة نتنياهو بشدّة. كما تنفق الكثير من الميزانيّات في سبيل إسقاط أي سياسي أميركي تعدّه ناقدًا لسياساتها وسياسات نتنياهو. من جهة أخرى، لذلك يخشى كثير من أعضاء الكونغرس إغضاب "أيباك" ممّا يجعلها منظّمة رادعة لتوجّهات أعضاء الكونغرس المناهضة أو الوسطيّة اتّجاه القضيّة الفلسطينيّة.
بدأت مواجهة النائب بوكان مع "أيباك" بعد أن صوّت مجلس النواب 25.10.23 عقب تمرير قرار يتعهد بدعم ثابت لإسرائيل، وهو ما يعكس موقف الولايات المتحدة من الحرب الفلسطينية الاسرائيلية 2023. هذا القرار لم يأخذ بالحسبان عدد الضّحايا المتزايد من المدنيين في غزة. كذلك، هذا القرار مهّد الطريق لتصويت لاحق على 14 مليار دولار إضافية من المساعدات العسكرية لإسرائيل غير المشروطة. صوّت 8 ديمقراطيين ونائب جمهوري واحد ضده. لاحقًا نشرت المنظمة على منصة "إكس" تغريدة تتهم هؤلاء النواب بمعاداة السامية. كما وصفوا بوكان بأنّه يحاول استبقاء حماس في السلطة، ردّ بوكان بالنّفي على هذه الادعاءات ووصف ايباك بالكاذبة. وأضاف "الولايات المتحدة ترسل مليارات الدولارات سنويا لمساعدة إسرائيل، كيف لا نساعد في إطعام ملايين الفلسطينيين الذين يعيشون في سجن مفتوح في غزة، الذين ليسوا من حماس؟ نحن لا ندعم الحركة، نحن لا ندعم قتل الأطفال فقط، وهو ما يبدو أن أيباك تدعمه". وبعد بضعة أيام، بدأت أيباك حملة على النائبة ألكساندريا أوكاسيو كورتيز التي تتنافى توجهاتها القدمية مع توجهات المنظمة وعدتها "خائنة".
كما هاجمت أيباك النائب الجمهوري توماس ماسي لتصويته ضد القرار الذي صوّت لأجله بتاريخ 25.10.23 واصفة إياه بأنه "معادٍ للسامية"، ورد النائب بالقول: "إنّ هذا التشويه الذي لا أساس له يهدف إلى تخويفي للتصويت لإرسال 14 مليار دولار من أموالنا إلى دولة أجنبية".
كذلك في أعقاب المظاهرات الّتي انطلقت في أرجاء الولايات المتحدة دعمًا للقضيّة الفلسطينيّة، اتّهم المتظاهرون ضدّ الحرب الفلسطينيّة الاسرائيليّة 2023 عضوي مجلس الشيوخ تشاك شومر وكيرستن غيليبراند، وزعيم الأقلية في مجلس النواب حكيم غيفريز، بتلقي تبرعات كبيرة من "أيباك"، والتواطؤ في الإبادة الجماعية التي ترتكبها إسرائيل في غزة. في المقابل، رددت مجموعة مناصرة لإسرائيل هتافات رافضة لإعلان وقف إطلاق النار في غزة. وفي تشرين الثاني من عام 2023، طلب الرئيس الأميركي جو بايدن، مبلغًا إضافيًا قدره 14.3 مليار دولار من الكونغرس من أجل تقديم الدعم العسكري لإسرائيل. ومنذ الحرب الفلسطينية الاسرائيلية 2023 شهدت الولايات المتحدة العديد من الحراكات في مناطق مختلفة من البلاد. وكان من أبرز تلك التحركات ما شهدته العاصمة واشنطن ومدينة نيويورك، حيث طالب المشاركون الإدارة الأميركية بالتراجع عن الموقف الداعم وغير المشروط لإسرائيل على قطاع غزة.

## تأثير أيباك على الانتخابات الامريكية 2024
شهدت الدورة الانتخابية لعام 2022 حملة إنفاق (PAC) الفائقة التي حطمت الأرقام القياسية من خلال طرح عشرات الملايين من الدولارات في عمليات شراء الإعلانات ضد المرشحين التقدميين في الانتخابات التمهيدية للحزب الديمقراطي، لصالح مرشحين أكثر تحفظا وأكثر دعما لإسرائيل، وقد كان هذا دعمًا من ايباك. كما شنّت أيباك هجمات بلا هوادة على النائبتين رشيدة طليب وإلهان عمر. كما نشرت سابقًا إعلانات تعرض وجه إلهان بالفوتوشوب بجوار صواريخ حركة المقاومة الإسلامية (حماس) الّتي أسفرت عن تلقي النائبة ذات الأصول الصومالية تهديدات بالقتل. وحتى بعد توبيخ -نادر-، أدان فيه نانسي بيلوسي وستيني هوير، اللذان كانا آنذاك أكبر ديمقراطيين بارزين هذه الإعلانات رفضت "أيباك" إزالتها، بل موّلت استمرار عرضها لعدّة أشهر لاحقة.
في مايو 2022، تم الكشف أيضًا عن أن أيباك تنفق الملايين، عبر مجموعة بديلة، مشروع الديمقراطية المتحدة (UDP)، الذي لم يذكر إنشاءه من قبل أيباك، لهزيمة الديمقراطيين التقدميين وخاصة المرشحات اللاتي قد يتحالفن معهن. مع "فرقة" من أعضاء الكونغرس التقدميين المكونة من ألكسندريا أوكازيو كورتيز وإلهان عمر ورشيدة طليب.
أنفق الحزب الديمقراطي المتحد 2.3 مليون دولار ضد سمر لي في السباق التمهيدي للكونغرس الديمقراطي في ولاية بنسلفانيا في ولاية بنسلفانيا. أيد لي وضع شروط للمساعدات الأمريكية لإسرائيل واتهم الدولة بارتكاب فظائع في غزة، وقارن الإجراءات الإسرائيلية بمعاملة الشباب السود في الولايات المتحدة. كما أنفق الحزب الديمقراطي المتحد مليوني دولار في الانتخابات التمهيدية لمجلس الشيوخ في ولاية كارولينا الشمالية لدعم الرئيسة الحالية فاليريا فوشي ضد نداء علام، أول امرأة أمريكية مسلمة تشغل منصبًا منتخبًا في ولاية كارولينا الشمالية والمديرة السياسية لحملة بيرني ساندرز الرئاسية لعام 2016. كلا المرشحين معتمدان من قبل الفريق.
أنفق الحزب الديمقراطي المتحد مبلغًا إضافيًا قدره 1.2 مليون دولار لمساعدة عضو الكونغرس الديمقراطي عن ولاية تكساس، هنري كويلار، في مواجهة تحدي من جيسيكا سيسنيروس، محامية الهجرة البالغة من العمر 28 عامًا والتي أيدتها الفرقة أيضًا. ووصف كويلار منظمة العفو الدولية بأنها "معادية للسامية" بعد نشر تقريرها الذي يتهم إسرائيل بجريمة الفصل العنصري، بالاتفاق مع منظمة هيومن رايتس ووتش وغيرها من جماعات حقوق الإنسان الإسرائيلية والدولية.
وقد وصف لوغان بايروف، المتحدث باسم جي ستريت، إيباك بأنها "منظمة واجهة جمهورية"، وهي حقيقة قال إنهم يحجبونها أثناء "محاولة إقناع الناخبين الديمقراطيين بمن يجب عليهم دعمه". وأضاف: "يبدو مشروع الديمقراطية المتحد غير ضار... لكن السبب وراء توافقهم مع مرشحين معينين هو أنهم أكثر توافقًا مع مواقفهم الأكثر تشددًا بشأن إسرائيل".
مع تصاعد الدورة الانتخابية لعام 2024، يُحتمل أن تضع "أيباك" ولجان تمويل العمل السياسي التابعة لها مرة أخرى، ملايين الدولارات لمناهضة النواب التقدميين، وهي خطوة تهدد إلى حد كبير طريق الديمقراطيين لاستعادة الأغلبية في مجلس النواب. كما بدأت لجنة العمل السياسي للأغلبية الديمقراطية من أجل إسرائيل في عرض إعلانات ضد النائبة من أصل فلسطيني رشيدة طليب، كما اشترى مشروع الديمقراطية المتحدة التابع لأيباك وقتا للبث التلفزيوني لمهاجمة النائب مارك بوكان بسبب تصويته ضد إسرائيل.
يجدر الإشارة إلى أنّ موقع أيباك يفتخر بأنّ 98% من المرشحين الذين دعمتهم قد فازوا في انتخاباتهم، وأنّ لجان التمويل التابعة لها قد دشنت بالفعل هجوما ضد مناهضي إسرائيل في الكونغرس. وحجزت أوقات بث إعلانات سياسية تستهدف عددًا من المعارضين لإسرائيل؛ مثل: النواب رشيدة طليب وجمال بومان وسمر لي. وتوددت المنظمة إلى المرشحين المنافسين لهؤلاء النواب في الانتخابات التمهيدية للحزب الديمقراطي، في محاولة لإنهاء حياتهم السياسية الأميركية بهزيمتهم في انتخابات 2024. هذه الهجمات لم تخف النائب بوكان، الذي استمر في نقده لأيباك، وقال إن "السبب في ضغطي عليها هو أنها أصبحت خطيرة، فهي تتظاهر بحيادها الحزبي، لكنهم أصبحوا جماعة ضغط يسيطر عليها الحزب الجمهوري. لقد حان الوقت لكشف حقيقتهم بدلا من الخوف منهم".

## حملة امريكية لمقاطعة ايباك
أطلقت منظمات يهودية أميركية والآلاف من العمّال مؤيدة للقضية الفلسطينية، للتنديد بهجمات إسرائيل على قطاع غزة. وتجمع العمال المؤيدين للسلام أمام مكتبة نيويورك، ثم ساروا نحو مقر عام منظمة أيباك AIPAC. إذ انتقد المتظاهرون السياسيين الذين يحصلون على تبرعات من "أيباك". وطالب المشاركون أعضاء الكونغرس الأمريكي بوقف تلقي التبرعات من جماعات الضغط المؤيدة لإسرائيل. كما طالبوا بوقف فوري لإطلاق النار في الحرب التي تشنها إسرائيل على غزة بدعم أمريكي. واتهموا عضوي مجلس الشيوخ تشاك شومر وكيرستن جيليبراند، وزعيم الأقلية في مجلس النواب حكيم جيفريز، بتلقي تبرعات كبيرة من "أيباك"، والتواطؤهم في الحرب على غزة. في المقابل، رددت مجموعة مناصرة لإسرائيل هتافات رافضة لإعلان وقف إطلاق النار في غزة.
كما قامت شبكة مؤسسات فلسطينية أميركية، بحملة جماهيرية في الولايات المتحدة تدعو فيها إلى مقاطعة مجموعة الضغط السياسي المؤيدة لإسرائيل (أيباك). تنتشر هذه الحملة في عشرات المدن الأميركية من بينها: واشنطن، شيكاغو، نيويورك، نيوجيرسي، إنديانابوليس، سان فرنسيسكو وميلواكي. كما أظهرت لقطات فيديو منتشرة على منصة "إكس"، أشعل المتظاهرون قنابل دخان أمام منزل العُطَل لمايكل توتشين في لوس أنجلوس، وسكب المتظاهرون طلاء أحمر خارج المنزل بحسب صحيفة "تايمز أوف إسرائيل".
جاءت هذه الحملة ضد أيباك على خلفية التراجع في مكانة إسرائيل حتى بين اليهود الأميركيين، الذين باتوا يرفعون الشعار "يجب إنقاذ إسرائيل من نفسها". كان اليهود الأميركيون سابقًا ينتقدون حكومات إسرائيل على سياساتها المتطرفة وعلى الاستيطان، ولكنهم يعترضون على الخطّة القضائيّة الّتي يقوم بها نتنياهو، إذ يعدّونها انقلابًا على الديموقراطيّة على نظام الحكم وإضعاف لجهاز القضاء. فبحسب إدّعاءهم أنّ الخطة جاءت بالأساس لتعزيز سلطة اليمين وإفشال تسوية الصراع الإسرائيلي الفلسطيني. ويشيرون إلى أنّ الدعم غير المشروط الذي تمنحه أيباك لإسرائيل، يُلحق ضررًا بمستقبل إسرائيل. ويتسبب في انفضاض الكثير من اليهود عن إسرائيل، كما أنه يزيد من موجة العداء لإسرائيل ولليهود في الولايات المتحدة.
كذلك تشير الفئة الّتي تدعم مقاطعة أيباك إلى أنّ الدعم المالي والسياسي المقدم إلى الحكومة الإسرائيلية يجعلهم شركاء في جريمة الفصل العنصري -الأبرتهايد- التي ترتكب بحق الفلسطينيين. أشارت المتطوعة في الحملة سييرا راميرز: "إن أيباك لا تدعم فقط التطرف ضد الفلسطينيين، لكن في الولايات المتحدة أيضًا. ولها تأثير مبالَغ فيه على السياسة الأميركية. ومعروف أن منظمة "أيباك" هي واحدة من أكبر وأبرز مجموعات الضغط في الولايات المتحدة، وتعمل على تعزيز مكانة إسرائيل في مؤسسات الحكم، من البيت الأبيض والكونغرس، وحتى البلديات والولايات.
يجدر الإشارة إلى أنّ استطلاع رأي معمق أجرته المنظمة اليهودية "رابطة مكافحة التشهير"، أسفر عن أنّ "معاداة السامية" في شكلها الكلاسيكي المتطرف بدأ في البروز مرة أخرى في المجتمع الأميركي. حيث يتم اتهام اليهود بأنهم "سرّيون وأقوياء للغاية ويعملون ضد مصالح الآخرين، ولا يشاركون القيم". وبحسب نتائج الاستطلاع، يعتقد ما يقرب من 4 من كل 10 أميركيين، أنّه من الصحيح في الغالب أو إلى حد ما أن "اليهود أكثر ولاءً لإسرائيل من أميركا". ونحو 7 من كل 10 أميركيين يعتقدون، بحسب الاستطلاع، أنّ اليهود مترابطون مع بعضهم البعض أكثر من باقي الأميركيين. كما أظهرت أنّ أكثر من الثُلث الّذين أجري عليهم الاستطلاع يعتقدون أنّ اليهود لا يشاركونهم نفس القيم. كما يعتقد حوالي 1 من كل 5 أميركيين أنّ اليهود يتمتعون بنفوذ كبير في الولايات المتحدة، ولا يهتمون بالآخرين. كما أنّهم أكثر استعدادًا من غيرهم من الأميركيين لاستخدام " طرق مشبوهة للحصول على بغيتهم". إحدى النتائج الصّادمة لمُعدّي الاستطلاع، أنّ %40 من الأميركيين على الأقل وافقوا على أنّ "إسرائيل تعامل الفلسطينيين كما تعامل النازيون مع اليهود".

## اتهام أعضاء بالكونغرس بالتواطؤ مع إسرائيل
واتهم المتظاهرون عضوي مجلس الشيوخ تشاك شومر وكيرستن غيليبراند، وزعيم الأقلية في مجلس النواب حكيم غيفريز، بتلقي تبرعات كبيرة من "أيباك"، والتواطؤ في الإبادة الجماعية التي ترتكبها إسرائيل في غزة. في المقابل، رددت مجموعة مناصرة لإسرائيل هتافات رافضة لإعلان وقف إطلاق النار في غزة. وفي تشرين الثاني من عام 2023، طلب الرئيس الأميركي جو بايدن، مبلغًا إضافيًا قدره 14.3 مليار دولار من الكونغرس من أجل تقديم الدعم العسكري لإسرائيل. ومنذ الحرب الفلسطينية الاسرائيلية 2023 شهدت الولايات المتحدة العديد من الحراكات في مناطق مختلفة من البلاد. وكان من أبرز تلك التحركات ما شهدته العاصمة واشنطن ومدينة نيويورك، حيث طالب المشاركون الإدارة الأميركية بالتراجع عن الموقف الداعم وغير المشروط لإسرائيل على قطاع غزة. فحسب لقطات فيديو منتشرة على منصة "إكس"، أشعل المتظاهرون قنابل دخان أمام منزل مايكل توتشين في لوس أنجلوس، المخصص لقضاء العطلات. وسكب المتظاهرون طلاء أحمر خارج المنزل، وفقا لصحيفة "تايمز أوف إسرائيل".

## وصلات خارجية
- الموقع الرسمي
- موقع مضاد لأيباك